# Mundo islâmico
O mundo islâmico ou mundo muçulmano (em árabe: عالم إسلامي), também conhecido como Umma, Islã ou Islão, tem vários significados. Em um sentido religioso, a Umma Islâmica se refere àqueles que aderem aos ensinamentos do islamismo, chamados de muçulmanos. Em um sentido cultural, a Umma muçulmana refere-se a civilização islâmica, exclusivo dos não-muçulmanos que vivem nessa civilização. Em um sentido geopolítico moderno, o termo nação islâmica geralmente se refere coletivamente à maioria muçulmana em países, estados, distritos ou cidades.
Apesar de estilos de vida islâmicos enfatizarem a unidade e defesa dos irmãos, existem vertentes diferentes dentro do islã. No passado, tanto o chamado pan-islamismo quanto as correntes nacionalistas têm influenciado o mundo muçulmano.

## Terminologia
O termo foi documentado já em 1912 para abranger a influência da propaganda pan-islâmica. The Times descreveu o pan-islamismo como um movimento com poder, importância e coesão nascido em Paris, onde turcos, árabes e persas se reuniam. O foco do correspondente estava na Índia: levaria muito tempo para considerar os progressos feitos em várias partes do mundo muçulmano. O artigo considerou a posição do Amir, o efeito da Campanha de Trípoli, a ação anglo-russa na Pérsia e as "ambições afegãs".
Em um sentido geopolítico moderno, os termos "mundo muçulmano" e "mundo islâmico" referem-se a países nos quais o Islã está disseminado, embora não haja critérios acordados para a inclusão. Alguns estudiosos e comentaristas criticaram o termo "mundo muçulmano/islâmico" e seus termos derivados "país muçulmano/islâmico" como "simplista" e "binário", uma vez que nenhum estado tem uma população religiosamente homogênea (por exemplo, os cidadãos do Egito são c. 10% cristãos), e em números absolutos, às vezes há menos muçulmanos vivendo em países em que eles constituem a maioria do que em países em que eles formam uma minoria. Assim, o termo "países de maioria muçulmana" é frequentemente preferido na literatura.

## Demografia
Em 2010, mais de 1,6 bilhões de pessoas, ou cerca de 23,4% da população mundial, era muçulmana. Pela porcentagem do total da população de uma região que considera-se muçulmana, 24,8% estão na Ásia-Oceania, 91,2% no Oriente Médio e Norte da África, 29,6% na África Subsaariana, 6% na Europa e 0,6% na América.
Em uma atualização mais recente, temos que 24,1% da população mundial é muçulmana, com um total estimado de aproximadamente 1,9 bilhão. Os muçulmanos são a maioria em 49 países, falam centenas de línguas e vêm de diversas origens étnicas. A cidade de Carachi tem a maior população muçulmana do mundo.

Mundo islâmico por porcentagem da população (Pew Research Center, 2014).

## Cultura
Ao longo da história, as culturas muçulmanas foram diversas étnica, linguística e regionalmente. De acordo com M. M. Knight, essa diversidade inclui diversidade de crenças, interpretações e práticas, comunidades e interesses. Knight diz que a percepção do mundo muçulmano entre os não-muçulmanos é geralmente apoiada através de literatura introdutória sobre o Islã, principalmente apresentar uma versão de acordo com a visão bíblica que incluiria alguma literatura prescritiva e resumos da história de acordo com os próprios pontos de vista dos autores, com os quais até mesmo muitos muçulmanos poderiam concordar, mas que necessariamente não refletiria o Islã como vivido no terreno, "na experiência de corpos humanos reais".

## Mulheres
De acordo com Riada Asimovic Akyol, embora as experiências das mulheres muçulmanas difiram muito pela localização e situações pessoais, como educação familiar, classe e educação; a diferença entre cultura e religiões é frequentemente ignorada por líderes comunitários e estatais em muitos dos países de maioria muçulmana, a questão-chave no mundo muçulmano em relação às questões de gênero é que os textos religiosos construídos em ambientes altamente patriarcais e baseados no essencialismo biológico ainda são altamente valorizados no Islã; portanto, as opiniões enfatizando a superioridade dos homens em papéis de gênero desiguais são difundidas entre muitos muçulmanos conservadores (homens e mulheres). Os muçulmanos ortodoxos muitas vezes acreditam que os direitos e responsabilidades das mulheres no Islã são diferentes dos homens e sacrossantos desde que atribuídos pelo Deus. De acordo com Asma Barlas, o comportamento patriarcal entre os muçulmanos é baseado em uma ideologia que mistura diferenças sexuais e biológicas com dualismos de gênero e desigualdade. O discurso modernista de movimentos progressistas liberais como o feminismo islâmico vem revisitando a hermenêutica do feminismo no Islã em termos de respeito à vida e aos direitos das mulheres muçulmanas. Riada Asimovic Akyol diz ainda que a igualdade para as mulheres muçulmanas precisa ser alcançada através da autocrítica.